# Ella gritó no
Ella gritó no (título original: She Cried No) es un telefilme estadounidense de 1996 dirigida por Bethany Rooney y protagonizada por Candace Cameron Bure y Mark-Paul Gosselaar.

## Argumento
La película habla de Melissa Connell, que empieza la universidad con un poco de miedo de no encajar. Un día la invitan a una fiesta organizada por un grupo estudiantil masculino. Allí es emborrachada, violada y humillada por Scott Baker, un estudiante popular y conocido de su hermano mayor, que también es del grupo, con el que antes había entablado una relación, un piso arriba de la fiesta en su cuarto, lo que la deja traumatizada. También le rompió parte de la ropa cuando la violó. Después ella huye del lugar con parte de su ropa rota puesta. Luego tarda meses en su situación emocional en darse cuenta completamente de lo que hizo, por lo que la policía no puede hacer nada, cuando lo denuncia, por la imposibilidad de encontrar pruebas suficientes después de tanto tiempo.
Aun así ella intenta luego hacerle pagar lo que hizo, pero no es fácil, porque a causa de la falta de pruebas los estudiantes tienden a creer a Baker. Además es víctima de intentos de intimidación de él y de sus amigos, que la hostigan cuando lo denuncia ante el comité disciplinario de la universidad. También descubre que no es la única que ha sido violada por él en el lugar y que la violación de estudiantes novatos como ella es un acontecimiento frecuente. Cuando es finalmente llevado al comité disciplinario por la denuncia de Melissa, Baker consigue salirse con la suya poniéndose allí bajo juramento como víctima y diciendo que trata a las chicas con respeto.
Sin embargo su hermano descubre finalmente una foto de la fiesta que prueba parcialmente lo ocurrido, se da cuenta de lo que ocurre y, decidido a hacer pagar a Baker y al grupo por lo que hicieron, rompe con ellos y, con un amigo suyo del grupo, que se puso de su lado, y su hermana, los destapan con ayuda de grabaciones que hicieron con ellos y a los que también tuvieron acceso poniéndolos como son en realidad en un programa de televisión. 
En él se ve que Baker solo ve a las chicas como objetos sexuales que están allí para satisfacer los deseos sexuales suyos y de los chicos destapando también a sus amigos, que también tienen una conducta parecida y que también cometieron violaciones, aunque no se les puede demostrar lo más mínimo. Finalmente también muestran la foto, en la que se ve como Melissa se va del lugar humillada con parte de su ropa rota después de haber ido arriba con Baker habiendo él dicho ante el comité bajo juramento que no la rompió. 
Cuando Baker ve el video, no muestra remordimientos por lo que hizo argumentando que solo se comportó igual que los demás chicos, por lo que lo que hizo estuvo en orden. Así cae en desgracia y Melissa consigue poner atrás todo lo ocurrido al igual que otras que también fueron abusadas sexualmente en el lugar por él y sus amigos. Adicionalmente todos se apartan públicamente de Baker, creen a Melissa respecto a la violación y se insinúa, que es expulsado más tarde de la universidad por haber mentido bajo juramento delante del comité.
Finalmente el lugar del grupo estudiantil, donde ocurrió todo y donde él y sus amigos vivieron, es posteriormente cerrado, porque pudieron demostrar a pesar de todo a través del programa que tomaron alcohol allí, algo prohibido para un grupo estudiantil delante de una cámara, acabando así con la posibilidad de nuevas violaciones en ese sitio. Sin embargo el problema de las violaciones, que ocurren en las universidades, de las cuales la mayoría son cometidas a estudiantes novatos como Melissa, continúa.

## Reparto
- Candace Cameron Bure - Melissa Connell
- Mark-Paul Gosselaar - Scott Baker
- Jenna von Oÿ - Jordan McCann
- Brandon Douglas - Michael Connell
- Nikki Cox - Kellie Salter
- Ray Baker -  Mark Baker
- Hillary Danner - Holly Essex
- Lawrence Pressman -  Edward Connell
- Bess Armstrong - Denise Connell

## Producción
La película fue filmada en Los Ángeles.

## Recepción
Hoy en día el telefilme ha sido valorado en portales cinematográficos. En IMDb, con aproximadamente 1400 votos registrados, el filme obtiene una media ponderada de 6,0 sobre 10. En cuanto a Rotten Tomatoes, los más de 100 votos registrados allí le dieron una valoración media de 3,1 de 5. También cabe destacar, que en La Vanguardia el 58 % de los usuarios registrados allí le dan una valoración positiva.